# Batalla de Frankenhausen
La batalla de Frankenhausen va ser on es va decidir el resultat de la Guerra dels camperols que va esclatar l'any 1524 a Alemanya.
No s'ha de pensar que fos un moviment aïllat, ja que altres 18 moviments similars (cal esmentar al País Valencià i a Mallorca les Germanies), es produïren al llarg del segle xvi. Però a diferència de les altres revoltes aquesta té un important component religiós.
De fet, el moviment es va desencadenar el 1524 quan les comunitats reformades van afirmar que tenien dret a elegir lliurement el seu pastor. Luter no va reaccionar en un primer moment i promogué per tot la pau, però quan va veure l'extensió del moviment i l'acusació dels prínceps que el designaven com a cap de la revolta, va enviar el cavaller Felip I de Hessen a reprimir el moviment dels camperols liderats pel mil·lenarista Thomas Müntzer.
Luter va triar aquesta ocasió per aprovar una reforma de la reforma, passant d'una reforma sense fil conductor a una reforma institucionalitzada des de dalt, és a dir, amb l'ajut del poder civil. Per tant, va decidir assignar un poder de reforma al príncep, el jus reformandi a través del qual es converteix tot un territori quan el titular de l'autoritat civil, tria la religió reformada i es converteix en garant de l'autoritat religiosa que pot controlar l'acció dels pastors en el seu territori.
El 15 de maig de 1525 a la Batalla de Frankenhausen, al voltant de 6.000 persones van morir i Tomás Müntzer fou capturat. Va ser executat el 27 de maig.